# Casa Mihaly de Apșa din Sighet
Casa Mihaly de Apșa este un monument istoric aflat pe teritoriul municipiului Sighetu Marmației.

## Istoric
Casa a aparținut academicianului Ioan Mihaly de Apșa (1844-1914), fratele mitropolitului Victor Mihaly de Apșa (1841-1918).